# Megachile portlandiana
Megachile portlandiana är en biart som beskrevs av Rayment 1953. Megachile portlandiana ingår i släktet tapetserarbin, och familjen buksamlarbin. Inga underarter finns listade i Catalogue of Life.